# 奈杰尔·克卢尔
奈杰尔·克卢尔（英語：Nigel Cluer，1953年5月12日—），澳大利亚男子游泳运动员，主攻蛙泳。他曾代表澳大利亚参加1974年英联邦运动会游泳比赛，获得男子4×100米混合泳接力银牌。